# Peştəsər
Peştəsər è un comune dell'Azerbaigian situato nel distretto di Yardımlı. Conta una popolazione di 459 abitanti.